# LGBT 생식

레즈비언 난자 융합의 과정을 보여주는 다이어그램

LGBT 생식(LGBT reproduction)은 성소수자, 동성애자, 양성애자, 트랜스젠더가 성소수자 입양을 포함한 성소수자 육아와는 차이가 있다. 최근 수십 년 동안, 학자들은 동성 번식을 용이하게 하는 기술을 연구하고 개발해왔다.
2004년, 일본의 연구진들은 두 개의 쥐 난자를 결합하여 암컷 쥐를 만들었으며, 2018년 중국 과학자들은 두 마리의 암컷 쥐로부터 29마리의 암컷 쥐를 만들었지만, 두 마리의 아빠 쥐로부터 생존 가능한 새끼를 낳을 수는 없었다. 다만, 줄기세포에서 정자를 얻으면 가능성이 있다.

## 게이
몇몇 게이 커플들은 대리 임신을 하기로 결정한다. 대리모는 남자들 중 한 명의 정자에 의해 수정된 난자를 가지고 있는 여성이다. 어떤 여성들은 돈 때문에 대리인이 되고, 어떤 이들은 인도주의적인 이유나 복합적인 이유로 대리인이 된다. 이 과정에서 남자들 중 한 명은 친아버지이고 다른 한 명은 양아버지가 된다.
대리모를 이용해 아버지가 된 게이 남성들은 다른 일반적인 가정의 아버지들과 별다른 차이 없이 생활한다.
두 남성 모두 생물학적인 아버지가 될 수 있도록 정자와 정자를 결합하는 연구가 진행되고 있지만, 아직 실제로 구현되지는 않았다.
영국 출신의 배리와 토니 드루이트-바로우는 1999년 대리임신을 통해 쌍둥이를 낳은 영국 최초의 동성애자가 되었다.

## 레즈비언
co-IVF는 여성 부부가 가족을 구성하는 방법이다. 이 방법은 난소에서 난자를 제거하고 실험실에서 수정한 다음, 생성된 배아 중 하나 이상을 자궁에 넣어 임신되도록 만드는 방법인 체외수정(IVF)을 사용한다. co-IVF은 두 여성이 관여한다는 점에서 표준 체외 수정과 다르다: 한 배우자로부터 난자를 가져가고 다른 파트너는 임신을 한다. 이런 식으로, 그 과정은 난자 기증으로 체외수정하는 것과 기계적으로 동일하다. 이 과정을 이용함으로써 각 파트너는 아이의 친어머니가 될 수 있지만, 가장 엄격한 의미에서는 한 어머니만이 유전적 관점에서 친어머니이고 다른 한 어머니만이 대리모이다. 그러나 이러한 관행은 성소수자 입양보다 더 큰 상징적 비중을 가지고 있으며, 입양보다 어머니와 아이 사이에 더 강한 유대감을 형성할 수 있다.
2019년 연구에서는 아기-부모 관계의 질을 체외 수정과 난자 기증자를 비교하며 조사하였다. 유아는 생후 6~18개월이다. 부모 발달 인터뷰(PDI)와 관찰 평가를 통해 두 그룹 간의 차이가 있음을 밝혀냈다. 난자를 기증하는 엄마들은 체외수정 엄마들보다 모성애가 덜 있으며, 모체가 난자를 기증하여 태어난 아기들은 체외수정 아기들보다 덜 감정적으로 반응했다.
두 여성 모두 친모가 될 수 있도록 접합체를 만드는 이론적인 작업이 진행되고 있지만, 아직 실제로 시행되지는 않았다. 난자에서 정자를 만들고 그것을 다른 난자를 수정하는 데 사용하는 것은 이 문제에 대한 해결책을 제공할 수 있다. 두 개의 난자가 융합되는 체세포 핵 이식과 유사한 과정이다.
2004년과 2018년에 과학자들은 두 어미와 함께 난자 융합을 통해 쥐를 만들 수 있었다. 건강한 쌍모 생쥐를 만들기 위해서는 게놈 각인 수정이 필요했고, 이 때문에 게놈상의 문제가 일부 발생하기도 하였다.
"여성 정자" 세포가 만들어지면 난자 세포를 수정시킬 수 있는데, 이는 여성 동성 커플들이 그들의 두 어머니의 생물학적 자손이 될 아이를 낳을 수 있게 하는 과정이다. 또한 여성 정자의 생산은 여성이 자신의 정자에 의해 생산된 자손의 어머니이자 아버지가 될 수도 있다. 이 측면에서 윤리적이고 도덕적인 많은 의문들이 발생한다.

## 트랜스여성
많은 트랜스여성들은 아이를 갖기를 원한다. 어떤 사람들은 자신의 정자를 기증하거나 생물학적 여성 파트너를 사용하여 아이를 가지려고 할 수 있다. 여성화 호르몬 치료로 인해 출산은 다양한 방법으로 저해될 수 있다.
트랜스 여성은 정자의 질이 낮아질 수 있으며, 이는 동결할 수 있는 정자 샘플을 만드는 데 문제가 될 수 있다.
에스트로겐은 테스토스테론 수치를 억제하며, 많은 양을 복용하면 성욕과 기능, 출산율을 스스로 현저히 저해할 수 있다. 또한 에스트로겐에 의한 생식기 기능 및 생식능력의 파괴는 장기간 노출되면 영구적일 수 있다.
비칼루타미드와 같은 비스테로이드계 항안드로겐은 테스토스테론 수치를 억제하고 시프로테론 아세테이트와 GnRH 조절제와 같은 이러한 기능을 크게 방해할 수 있는 항안드로겐과 비교하여 성욕, 성 기능 및 다산을 보존하고자 하는 트랜스젠더 여성들에게 선택사항이 될 수 있다. 그러나, 에스트로겐은 테스토스테론 수치를 억제하고, 많은 양을 복용하면 성욕과 기능 및 출산율을 현저하게 저해할 수 있다. 또한 에스트로겐에 의한 생식기 기능 및 생식능력의 파괴는 장기간 노출되면 영구적일 수 있다.
트랜스여성들은 선천적으로 배아 및 태아 발달에 필요한 해부학적 구조를 가지고 있지 않기 때문에 일부 트랜스젠더 여성들은 극복해야 할 일련의 문제들이 있는 트랜스젠더 임신을 통해 자신의 아이를 임신하기를 원한다. 2008년 기준, 트랜스젠더 여성에 대한 자궁 이식에 성공한 사례는 없다.
자궁이식술 또는 UTx는 현재 초기 단계에 있으며 아직 공개적으로 이용할 수 없다. 2019년 현재 시스젠더 여성에서 42건 이상의 UTx 시술을 받았으며, 12건의 자궁이식 수술로 인해 생산이 이루어졌다. 국제 자궁이식학회(ISUTx)는 2016년 국제적으로 70명의 임상 의사와 과학자가 모여 설립됐으며, 현재 140명의 대륙간 대표단이 활동하고 있다. 그것의 목표는 "과학적인 혁신을 통해, 자궁 이식 분야에서 의료를 발전시키는 것"이다.
2012년 맥길 대학교는 자궁 이식 수술의 윤리성을 위한 몬트리올 기준(Montreal Criteria for the Ethical Estability of Utern Transplant International)을 발표하였다. 이 기준에 따르면, 오직 시스젠더 여성만이 윤리적으로 이식 대상자로 간주될 수 있다. 트랜스여성을 후보에서 배제하는 것은 명분이 부족할 수 있다.
게다가, 트랜스여성이 생물학적 남성 파트너와 임신을 원한다면, 그들은 시스젠더 게이 커플들과 같은 문제에 직면하게 된다.
트랜스젠더 중 3%만이 전환기에 불임 방지 노력을 기울이며 51%의 트랜스여성이 불임 방지를 하지 못한 데 대해 아쉬움을 표시하였다. 트랜스젠더 성인의 97%는 전환 전에 논의해야 한다고 생각한다.

### 수유
트랜스여성의 수유는 충분히 연구되지 않은 분야이다. 트랜스 헬스케어 제공자들을 대상으로 한 조사에서 34%가 수유를 유도하는 데 관심을 보이는 트랜스 여성을 만났다는 사실이 밝혀졌다. 모유 수유를 시도한 트랜스 여성의 첫 번째 사례는 2018년에 수유를 유도하기 위해 돔페리돈을 사용한 것이다. 2021년 트랜스여성에게 수유가 성공적으로 유도되었다.
수유를 유도하기 위해 돔페리돈은 하루에 3회 또는 4회 10~20mg의 양으로 사용해야 한다. 효과는 24시간 이내에 나타나거나 3~4일 동안 나타나지 않을 수도 있다. 시술 후 2~3주 정도 지나면 최대 효과가 나타나며, 시술 기간은 일반적으로 3~8주 정도 지속된다.

## 트랜스남성
트랜스남성은 동성연애에서 의도하지 않은 임신의 위험이 있는 유일한 집단 중 하나이기 때문에 LGBT 생식에서 독특한 상황을 갖는다. 성전환자들은 기능하는 질, 난소, 자궁을 가지고 있는 남성들에게 임신을 할 수 있다.
테스토스테론 요법은 출산율에 영향을 미치지만, 임신을 한 많은 트랜스남성들은 테스토스테론을 중단한 지 6개월 안에 그렇게 할 수 있었다. 미래의 임신은 oophyte banking을 통해 달성될 수 있지만, 그 과정은 성별 불쾌감을 증가시키거나 보험 적용 범위 부족으로 인해 접근하지 못할 수 있다. 테스토스테론 요법은 충분한 피임 방법이 아니며, 트랜스남성은 특히 복용량을 놓친 경우 의도하지 않은 임신을 경험할 수 있다.
많은 게이 트랜스남성들은 전환하기 전에 그들의 난자를 냉동시키는 것을 선택하고, 때가 되면 그들의 난자와 그들의 시스남성 파트너의 정자를 사용하여, 여성 대리인이 그들의 아이를 낳도록 한다. 이를 통해 임신의 잠재적 불감증 유발 경험이나 더 나이가 많은 난자 수집을 위한 HRT 중단 등을 피할 수 있다.
일부 연구들은 트랜스남성들 사이에서 테스토스테론을 복용하기 전에 PCOS의 발생률이 더 높으며, 이 질병은 불임을 유발하고 트랜스젠더가 난자를 냉동하는 것을 더 어렵게 만들 수 있다고 보고하고 있다. 일반적으로 PCOS를 가진 사람들은 또한 자신을 "성별적으로 차별되지 않거나" "여성적인 성 체계와 동일시할 가능성이 더 적다"고 보고 있다.

## 대중 문화 속 LGBT 생식
남성 임신은 일반적으로 슈퍼내추럴이나 해리 포터와 같은 판타지 시리즈를 기반으로 하는 소설에서 발견할 수 있다.
오메가버스에서 성소수자 재생산의 주제는 일반적이다. 알파 암컷은 수컷과 암컷 모두를 임신시킬 수 있고, 오메가 수컷은 수컷과 암컷 모두 임신할 수 있다.
알파와 베타 사이에서는 암컷만이 임신을 할 수 있지만, 수컷 오메가스는 종종 직장과 연결된 자궁을 통해 임신을 할 수 있으며, 알파는 주 성별에 관계없이 임신을 할 수 있다. 수컷 오메가스는 침투와 함침이 용이하도록 자기윤활작용이 있는 경우가 많다.

## 같이 보기
- 남성 임신
- 트랜스젠더 임신
- 여성 정자
- 남성 난자